# USS 존 F. 케네디 (CV-67)

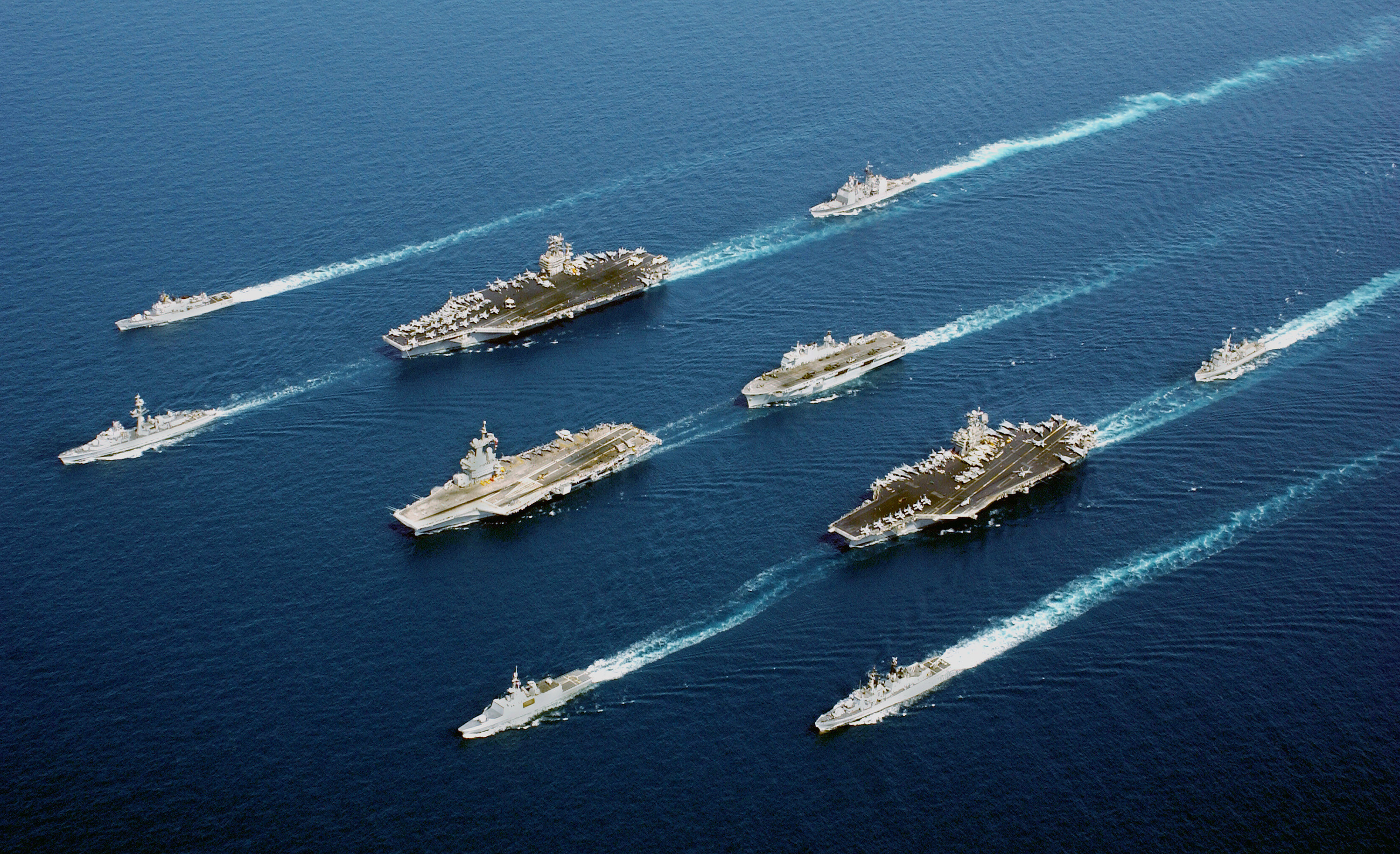
2002년 항구적 자유 작전의 존 F. 케네디 (CV-67) 항공모함 (우측)

USS 존 F. 케네디 (CV-67)는 존 F. 케네디급 항공모함이다. 키티호크급 항공모함의 개량형이라고도 한다.

## 역사
존 F. 케네디함은 초기 키티호크급 항공모함의 개량형이다. 원래 4번째 키티호크급 항공모함으로 예정되었던 이 함선은 건조 과정에서 많은 수정을 거쳐 자체 클래스를 구성했다. 이 배는 원래 A3W 원자로를 사용하는 핵추진 항공모함으로 주문되었지만, 건조가 시작된 후 재래식 추진기로 전환되었다. 아일랜드는 키티 호크 클래스의 아일랜드와 약간 다르다. 각진 깔때기가 있어 비행 갑판에서 연기와 가스를 멀리 보낸다. 존 F. 케네디함은 키티호크급 보다 5.2 m 길이가 짧다.
존 F. 케네디함은 미국 항공모함 중 재래식 추진을 채택한 마지막 모델이다. 이후에는 모두 핵 추진을 사용하고 있다.

## 같이 보기
- USS 존 F. 케네디 (CVN-79) - 제럴드 R. 포드급 항공모함 2번함